# کمال بایراموف
کمال بایراموف (انگلیسی: Kamal Bayramov؛ زادهٔ ۱۹ اوت ۱۹۸۵) بازیکن فوتبال اهل جمهوری آذربایجان است.
از باشگاه‌هایی که در آن بازی کرده‌است می‌توان به باشگاه فوتبال خزر لنکران، باشگاه فوتبال نفتچی باکو، باشگاه فوتبال روان باکو، و باشگاه فوتبال توران تووز اشاره کرد.